# Стонуолл (Манитоба)
Стонуолл (англ. Stonewall) — город в провинции Манитоба, Канада. Население (перепись 2021 года) — 5046 человек. Расположен в примерно 25 километрах к северу от Виннипега по шоссе PTH 67. В основном известен благодаря известняковым каменоломням.

## История
После окончания ледникового периода, остались такие прерии и горные склоны как национальный парк Райдинг-Маунтин. Сохранились такие возвышенности как Стони-Маунтин и Стонуолл. Считается что склоны в районе населённых пунктов использовались для наблюдения охотниками и позже для прыжков буйволов индейцами Канады.
Город был основан в 1878 году Самуэлем Якобом Джексоном, который приобрёл земли в 1875 году. В начале 1880-х годов был открыт карьер по добычи оксида кальция. Для добычи породы использовался динамит.
30 июня 1880 года завершилась прокладка Канадской тихоокеанской железной дороги между Виннипегом и Виктория-Джанкшеном. Строительство линии проходило на западе от Стонуолла к юго-западу к Портидж-ла-Прери. В 1912 году было построено здание ратуши города.
После закрытия карьера было создано озеро Кинсман, которое открылось в августе 1956 года.

## Демография
Согласно данным переписи населения Канады 2021 года, население города составляет 5046 человек при плотности населения в 846,6 чел./км²

## Образование
Стонуолл расположен в округе Интерлейк, там действует три школы:
- Школа École R. W. Bobby Bend[8]
- Centennial School École[9]
- Stonewall Collegiate Institute[10]

## Уроженцы
- Маклауд, Алан (1899—1918) — канадский военный, кавалер Креста Виктории[11].
- Розмари (род. 1983) — канадский рестлер, выступающая в Impact Wrestling